# Barkly West
Barkly West er en by i provinsen Northern Cape i Sydafrika. Den blev etableret som Klip Drift i 1869, men efter opdagelsen af diamanter blev den indlemmet i kolonien Griqualand West og ændrede sit navn til Barkly West. I lighed med Barkly East er byen opkaldt efter Henry Barkly, guvernør af Kapkolonien fra 1870 til 1877.

## Kendte bysbørn
- Forfatteren Sarah Gertrude Millin voksede op i Barkly West, og hendes far åbnede den første butik i byen.
- Statsmanden og imperiebyggeren Cecil Rhodes boede i byen. Han var repræsentant i parlamentet i Kapkolonien frem til sin død i 1902.